# حسين إبراهيم (ممثل إماراتي)
حسين إبراهيم (10 يوليو 1959- ) هو مؤلف ومخرج وممثل إماراتي. لديه العديد من الأعمال التلفزيونية والمسرحية أبرزها المشنقة والغوص وغلط في غلط وحاير طاير وما أصعب الكلام وريح الشمال. 

## أعماله الفنية[1]

### المسلسلات
- ريح الشمال 2012 الجزء الثالث
- الغافة 2010
- ما أصعب الكلام 2010
- وعاد الماضي 2009
- أبلة نورة 2008
- الداية 2008
- امواج هادئه 2005
- حاير طاير 2005  الجزء الرابع
- الأخرس 2004
- حادث الكورنيش 1982
- الحيري 1979
- أبو فراس الحمداني 1979
- الغوص 1978
- سوالف فريج 2107
- خميس وجمعة 2017
- الحريم 2003
- الاخرس 2004
- راح اللي راح 2005

### المسرحيات
- غلط في غلط 1981
- المشنقة 1978

### السينما
- لبن مثلج 2012
- عرس الدم 2006
- ساير الجنة 2016
- إدمان من نوع خاص 2017

### التأليف
- حلم الإمارات 2002
- جزر العرب 2001

### الإخراج
- احلوت 2008
- سلمى وسلامه 2007
- حلم الإمارات 2002
- جزر العرب 2001
- غلط في غلط 1981
- دانة الهير 2016

### البرامج
- بينا وبينكم 2008